# Eszéki híd
Az eszéki híd mintegy nyolc kilométer hosszan átívelő fahíd volt a Dráva folyón, Eszék mellett. A törökök építették a 16. században.

## Története
Először I. (Nagy) Szulejmán 1526. augusztus 22-én vert itt le hidat és kelt át a folyón. Ezt a hidat a szultán utóbb elpusztította. Később, 1578-ban a törökök egy állandó hidat építettek masszív tölgyfagerendákból, amely elég nagy teherbírású volt. Az utánpótlást ezen keresztül szállították a hódoltsági területek várőrségeinek és a harcoló török seregeknek. A hídhoz egy negyven hajóból álló hajóhíd is csatlakozott, amely a Dráva mocsarain és mellékágain is átívelt.

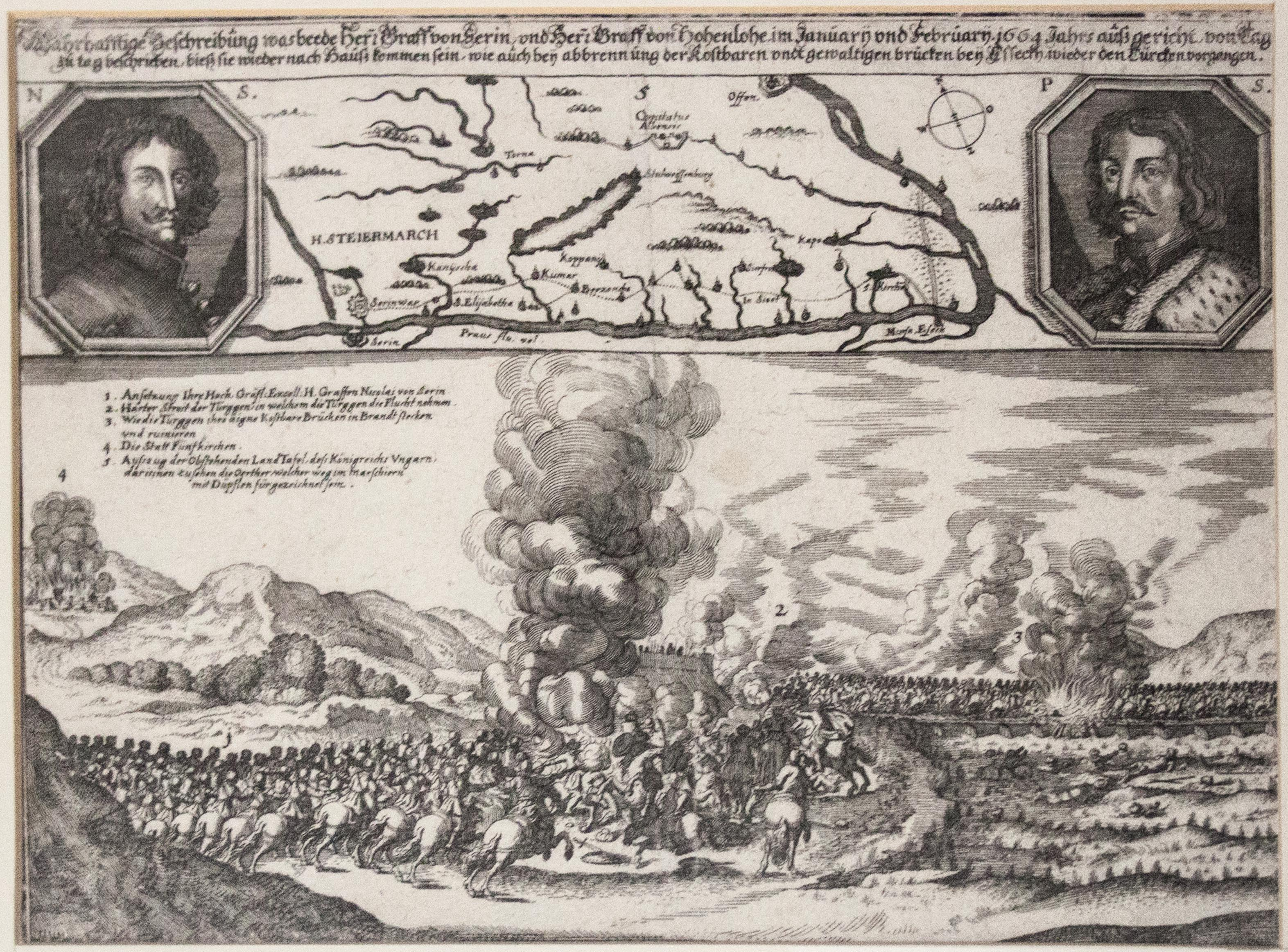
Az eszéki híd felégetése

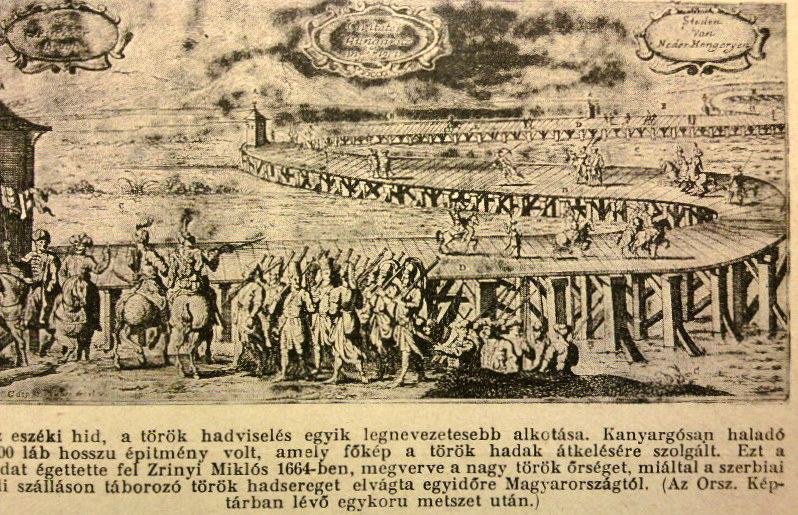
Az eszéki híd, korabeli metszet (Tolnai világtörténelme)

Ez a híd kötötte össze az oszmán-törökök által uralt Magyarországot és Horvátországot (a Szerémséget). Az átkelőhely fontossága miatt itt igen gyakran törtek ki csatározások. A híd hatékonyabb védelme érdekében a törökök a közeli Dárdán egy erősséget építettek.
1599-ben Pálffy Miklós felégette, de a törökök helyreállították. 1664. január 30-án a Zrínyi Miklós és Esterházy Pál vezette magyar és horvát lovasság Pécsről Eszékre tört előre. A Dráva befagyott, ezért a katonák könnyen rá tudtak menni.
Zrínyi ennek ellenére sem volt könnyű helyzetben, nem hajthatott végre robbantást, mivel seregében fogytán volt a puskapor, ami nélkülözhetetlen volt a hadjárat eredményes folytatásához. Ezért február 1-jéig nagy mennyiségű rőzsét és nádat hordtak a hídhoz, majd meggyújtották. Az eszéki várból a törökök hiába próbálták ágyúkkal elűzni Zrínyit, a hidat február 2-ára sikerült teljesen porrá égetni. Később Ahmed Köprülü nagyvezír újabb hajóhidat csináltatott, amelyen keresztül vonulva  június 30-án bevette és lerombolta Zrínyiújvárt.
Az építményt 1687-ben, Eszék visszafoglalásakor semmisítették meg véglegesen.